# Семенюк, Владимир Онуфриевич
Владимир Онуфриевич Семенюк (19 сентября 1937 — 7 сентября 2024) — хоровой дирижёр, музыкальный педагог, Заслуженный артист РСФСР (1985), профессор Российской академии музыки им. Гнесиных.
В 1956 году поступает на дирижёрско-хоровой факультет Ленинградской консерватории им. Н. А. Римского-Корсакова в класс Народной артистки России профессора и академика Е. П. Кудрявцевой. По окончании консерватории в 1961 году он начинает свою профессиональную деятельность на Кавказе в качестве дирижёра Государственного ансамбля песни и танца Северной Осетии. С 1965 по 1970 год преподаёт в Новосибирской консерватории и одновременно работает дирижёром в Новосибирском театре оперы и балета и Томском симфоническом оркестре.
После успешного окончания аспирантуры по оперно-симфоническому дирижированию у А. М. Каца (ученика И. А. Мусина) Владимир Онуфриевич принимает участие в современных гастролях по Сибири Томского симфонического оркестра и республиканской русской хоровой капеллы. Во время этих поездок он получает от руководителя капеллы А. А. Юрлова приглашение работать на кафедре хорового дирижирования ГМПИ им. Гнесиных. Владимир Онуфриевич переезжает в Москву, и начинается новый этап его педагогической и творческой деятельности: с 1970 года он преподает дирижирование, чтение хоровых партитур, в течение почти сорока лет был бессменным художественным руководителем и дирижёром Академического хора РАМ им. Гнесиных. В 1974 году, по приглашению В. Н. Минина, Владимир Онуфриевич становится дирижёром Московского камерного хора. С этим коллективом связаны 13 лет его творческой биографии, ему хорошо знакомы напряжённая исполнительская жизнь, интенсивные гастрольные поездки по стране и за рубеж.

Педагогика В. О. Семенюка представляет собой отточенную за многие годы преподавания стройную продуманную систему воспитания музыканта-исполнителя. Объясняя материал ученику, профессор обращает внимание на то, что 

«К дирижёрской технике надо идти через слух, а от него — к разуму и чувству».

Воспитанники В. О. Семенюка регулярно участвуют во Всероссийских конкурсах хоровых дирижёров, занимая призовые места. Это — лауреат II премии Всероссийского фестиваля-конкурса студентов-хормейстеров в Новосибирске А. Малый, лауреат I премии Всероссийского конкурса хоровых дирижёров в г. Салават А. Соловьев, лауреат I премии Первого Международного конкурса хоровых дирижёров имени А. А. Юрлова В. Косарев, лауреат II премии Открытого конкурса хоровых дирижёров в г. Салават Ю. Рогачёва.
Среди многочисленных учеников В. О. Семенюка: художественный руководитель детской хоровой студии «Веснянка» Л. Алдакова; руководитель мужского хора «Вечерний звон» В. Прикладовский; руководитель камерного хора, декан Педагогического университета г. Вологды С. Серебренник. Традиции «школы Семенюка» за рубежом продолжают бывшие его студенты из США, Германии, Израиля, Венесуэлы, Аргентины, Южной Кореи и других стран мира.
Многие годы В. О. Семенюк является членом жюри престижных Всероссийских и Международных исполнительских конкурсов, постоянным участником творческой мастерской хоровых дирижёров России.
В вышедшей в 2000 году книге «Заметки о хоровой фактуре» В. О. Семенюк обобщил свой многолетний исполнительский и педагогический опыт. Книга вызвала живой интерес у профессионалов.